# 論攻擊性
《論攻擊性》（德語：Das sogenannte Böse zur Naturgeschichte der Aggression，所謂的邪惡：攻擊性的自然史）是一本出版於1963年的著作，作者為動物行為學家康拉德·洛倫茲。作者於序章中寫道：「本書的主題為攻擊性，也就是人類與野獸，針對種內其他個體的戰鬥本能。」（第3頁）。
本書曾多次被拿出來重新討論，有支持者也有反對者，有生物學家、人類學家、精神分析學家等各領域的學者，大部分的批評針對其把在非人類生物上的發現套用到人類之上。

## 出版史
論攻擊性初版是由德文撰寫並出版於1963年，於1966年出版英文翻譯本，本書再版多次且被翻譯成至少12種語言。本書於1986年由遠流出版社出版繁體中文翻譯本，書名為《攻擊與人性》。

## 書中內容

### 生來如此
根據本書作者洛倫茲，動物，尤其是雄性，以生物學角度來看，天生就是被設計來競爭資源的，競爭行為必須被視為自然選汰的一部分，尤其是攻擊性會導致死亡與重傷，在某些情況下，如果攻擊性扮演著這麼一個角色，它甚至能導致物種滅絕。
然而，洛倫茲並沒有提到攻擊行為比其他較為和平的行為（如求偶），來得更有力量，更加有效，更是劇烈，相反地，他反對將攻擊性劃分為「正面」本能（如愛情）的「對立面」，他把攻擊性描述為其他本能的基石，與其在動物溝通中扮演的角色。

### 水工模型
洛倫茲也討論了人類的種內暴力與謀殺的行為，討論了情緒及本能壓力與釋放的「水工」模型（Hydraulic model），水工模型的概念來自於佛洛伊德的精神分析理論。在勞論茲的水工模型中，將攻擊性視為一種沒有緣由且不斷累積的力量，最終一定會被釋放，洛倫茲的水工模型概念接受度低，接受度較高的是另一個模型，其將攻擊性視為無法達成慾望與目標之挫折的反饋。

### 儀式化
勞倫茲在書中提到，攻擊行為的儀式起初的原則是將利益最大化，但是隨著時間的推移，越來越傾向於固定的形式，直到最後，其表現出的行為可能完全是象徵性的，也丟失了利益最大化的原則，取而代之的新功能是溝通，勞倫茲寫道：
因此，雖然這種煽動性訊息在瀆鳧或埃及雁中可以用文字解釋為「把他趕走！攻擊他！」，在潛水鴨中，它卻代表「我愛你」，在某些族群中，如赤膀鴨或赤頸鴨中，訊息的意義介於上述兩個極端之間，意思可以是「你是我的英雄，我信任你。」

## 對書的回應

### 支持
J. L. Fischer 在 1968 年於 American Anthropologist 期刊回顧了這本書，將其譽為「擁有獨特靈魂的動物行為學家所著作的迷人書籍」，能夠「困擾大部分的社會或文化人類學者」，Fischer特別提到了「一個重要的論點」，也就是種內攻擊行為是「人類的本能，就如同多次在其他物種中所出現的一般」；而洛倫茲於書的開頭中，根據自身經驗所寫道的對於非人類動物的論點，Fischer將其稱為「極具說服力且發人深省」。Fischer提到，洛倫茲意識到了文化對於人類生活的重要性，但他卻低估了其對於個體發展的影響，Fischer反駁洛倫茲將人類攻擊性的本能視為「單純的打鬥」的論點，他評論「洛倫茲真該把那些針對他著作的憤怒評論引用到他的論點中。」
Edmund R. Leach 於 1966 年在紐約書評上將此書與 Robert Ardrey 的著作《領地法則》（The Territorial Imperative）做比較，他評道《論攻擊性》「並不是多麼卓越的成就，但卻謹慎且合理，然而 Ardrey 的著作就只是單純的惱人又愚蠢」，Leach 寫道 Ardrey 只著眼於領域性，洛倫茲卻著重於證明「動物的攻擊性只不過單純被稱作『邪惡』罷了，其行為所衍生的結果是正面的，或至少是中立無害的」，Leach 也因此質疑洛倫茲將動物與人類的攻擊性混為一談的正當性，前者遵循著固定的儀式型態，而後者卻極為複雜。
心理健康研究者 Peter M. Driver 於 1967 年在《衝突解決法》（Conflict Resolution）中回顧了本書、Ardrey的著作、Claire Russell 與 W. M. S. Russell 的著作《人類行為：一個全新的觀點》（Human Behavior – A New Approach），他評論了那些反對本書的人，他認為，S. A. Barnett、T. C. Schneirla 和 Solly Zuckerman 是動物行為學的專家，但往往受歡迎的評論都是由「其他領域的專家」所提出。Driver 提到洛倫茲用以解釋人類「失控的攻擊性」的論點強而有力，Driver 同時也反駁本書對世界大戰中的百萬死傷的看法，他認為在這種情況下，比起非人類動物中有限的種內互鬥，攻擊性更像是種間不受控制的侵略行為，就如同掠食者與獵物。Driver 最後總結，動物行為學可以在解決衝突中做出貢獻，就如同神經生理學及心理學。

### 批評
動物學家 Richard D. Alexander 與 Donald W. Tinkle 於1968年在 BioScience 期刊中比較本書與 Ardrey 的《領地法則》，提到了沒有太多書像它們一樣如此頻繁的被回顧，以及，「在支持方與反對方中都充斥著這麼多的憤怒」，在 Alexander 與 Tinkle 的看法，這是因為兩位作者都嘗試詮釋一個敏感卻重要的問題，那就是人性，及其受演化影響的程度。他們說道，《論攻擊性》是出自於一名專業動物學者的個人評論，然而《領地法則》卻是一本由非生物學家所著作，有足夠證據支持其論點的書，他們認為，這兩本書試圖「重燃一個無意義的爭論，也就是先天本能與後天學習的差異」，兩書都包含了一些「非演化的及反演化的的議題。」
精神分析學家埃里希·弗罗姆（Erich Fromm）在 1972 年於紐約時報上寫道，洛倫茲的理論「複雜且有些模稜兩可」，Fromm 認為從某個角度來看，洛倫茲的確在佛洛伊德失敗的地方成功了，也就是洛倫茲關於攻擊性的水工模型，內化的本能，比佛洛伊德更為合理，佛洛伊德的反熱情理論（opposed passions）的論點包括生活的動力（drives for life, "eros"），及死亡或毀滅（death or destruction, "thanatos"），然而，Fromm 提到動物行為學家尼古拉斯·廷贝亨（Nico Tinbergen）反對水工模型理論，而洛倫茲本人也在 1966 年「改進」其理論，但在英文譯本中卻沒有呈現，Fromm 從神經科學中引用證據，他認為攻擊性是「必要的防衛」，是動物或人類在受威脅時所激發的戰鬥或逃跑反應（Fight or Flight），其反應是由在系統發育過程中就決定的特定大腦區域所控制。 
生物學家愛德華‧威爾森在《論人性》（1978年）中反駁洛倫茲與弗罗姆從根本上就是錯的，他列出了一系列的攻擊性分級，每級都分別對應自然選汰，他同時提到，從基因上來看，攻擊性是最不穩定的特徵之一。他保留了「攻擊性是一種取得必須資源控制權的方式」的論點，在族群控制中作為一種「密度依變因素」（density-dependent factor）。他反駁了佛洛伊德與洛倫茲的「驅動-釋放」模型（drive-discharge），其模型認為替代性的攻擊活動（如戰鬥類型的運動）可以降低戰爭的可能性，他引用 Richard G. Sipes 的「文化模式」（culture-pattern）模型來支持他的論點，其模型顯示戰爭與替代性的活動從根本上就不同。比起「不斷在容器中累積壓力的流體」，威爾森將攻擊性比喻為「一群各式各樣，隨時準備和加入的催化劑反應，早已存在的化學物質」。
人類學家 Donald Symons 在其著作 《人類的性演化》（The Evolution of Human Sexuality）中指責洛倫茲沒有足夠的證據支持自己的論點。
演化生物學家理查‧道金森在其著作《自私的基因》（1976年）中形容洛倫茲是一位「對物種有益」的人，他批評《論攻擊性》中關於攻擊行為有益於「保存物種」的循環論證，也就是「最強壯的個體才有繁殖的可能性」，道金森認為，族群選擇的概念對洛倫茲的影響極大，導致他「很明顯地沒有意識到他的論點違背了正統的達爾文理論。」

## 延伸閱讀
- 狩猎假说（Hunting hypothesis）
- 人猿謀殺犯理論（Killer ape theory）
- 社會防禦（Social defeat）